# Vésicule séminale

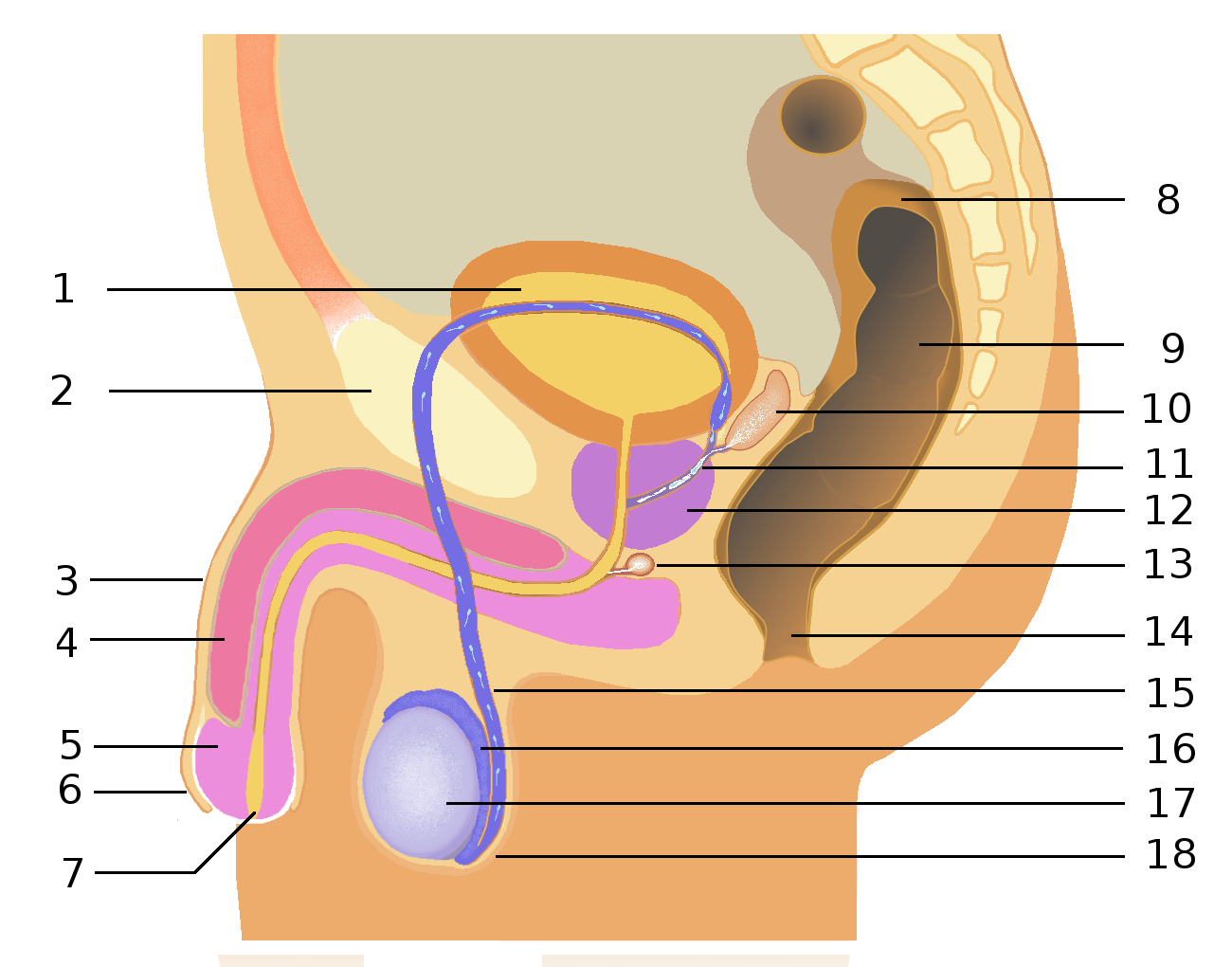
Coupe sagittale médiane du petit bassin masculin humain. Les vésicules séminales correspondent au numéro 10.

Les vésicules séminales, ou glandes vésiculeuses, sont deux glandes  de l'appareil génital masculin. Contrairement à la prostate, qui est présente chez tous les mammifères (mis à part les monotrèmes), les vésicules séminales sont absentes chez les monotrèmes, les marsupiaux et les carnivores (elles sont aussi de taille réduite chez certains insectivores, rongeurs, lagomorphes, chauves-souris et primates).
Les vésicules séminales débouchent dans la prostate pour se relier aux canaux déférents qui devient à ce niveau le canal éjaculateur. Elles produisent un liquide riche en fructose. Ce liquide permet de nourrir les spermatozoïdes. Elles se situent en dérivation sur les voies spermatiques, mesurent 5 à 10 cm de long, pour un volume de 5 à 10 ml.
Les vésicules séminales sont androgéno-dépendantes. La castration entraîne leur involution. Leur sécrétion est le plasma séminal dont les caractéristiques sont :
- un pH alcalin ;
- contient de nombreux éléments riches en fructose qui est dosé dans la biochimie du sperme (s'il n'y a pas de fructose cela signifie qu'il y a un obstacle entre les vésicules séminales et les voies spermatiques) ;
- contient beaucoup de prostaglandines qui aident à la fécondation en rendant le mucus de la femelle plus réceptif au mouvement du sperme et en entraînant des contractions péristaltiques renversées dans l'utérus et les trompes de Fallope afin que les  spermatozoïdes puissent atteindre l'ovocyte plus rapidement, certains y arrivant ainsi en cinq minutes[3] ;
- contient des protéines :
  - les facteurs de décapacitation qui se fixent sur les spermatozoïdes au moment de l'éjaculation,
  - les facteurs de coagulation du sperme jouant un rôle de protection des spermatozoïdes dans le vagin (dont le pH est acide),
  - les facteurs immuno-suppresseurs.

Cette sécrétion nommée liquide séminal est évacuée lors de l'éjaculation mélangée avec les sécrétions prostatiques.

## Cas desmarsupiaux, desmonotrèmeset descarnivores
La prostate et les glandes séminales semblent absentes chez les marsupiaux et les monotrèmes, mais les différentes fonctions sont en réalité réalisées par des petites glandes disséminées le long du canal séminal. Les chercheurs ont pu identifier une glande prostatique de forme caroténoïde et une à trois paires de glandes bulbo-urétrales.
La cause de l'absence de glande séminale chez les carnivores n'est pas connue. Le chercheur John C. Rodger propose plusieurs hypothèses d'évolution phylogénique. L'une des hypothèses s'appuie sur les analyses du taux de fructose dans le sperme des carnivores, il est très inférieur aux autres mammifères. Selon ce critère sur les différents Euthériens analysés, John C. Rodger estime la disparition des glandes séminales chez les carnivores aux Fereuungulata.